# Desmoscolex quadricomoides
Desmoscolex quadricomoides är en rundmaskart som beskrevs av Timm 1970. Desmoscolex quadricomoides ingår i släktet Desmoscolex och familjen Desmoscolecidae. Inga underarter finns listade i Catalogue of Life.